# 테런스 섀넌 주니어

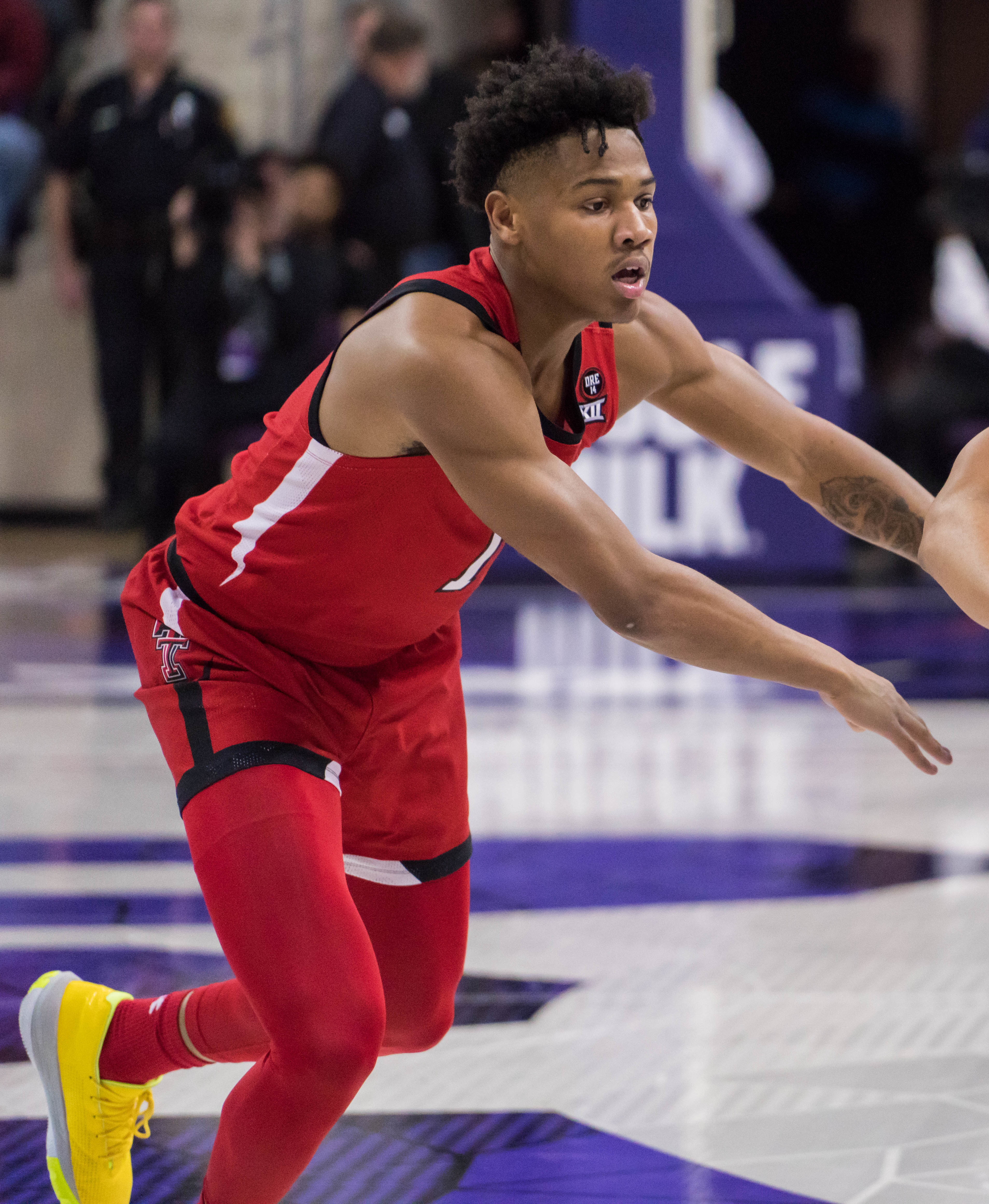
2020년 텍사스 테크에서의 모습

테런스 섀넌 주니어(Terrence Shannon Jr., 본명: 테런스 에드워드 섀넌 주니어, Terrence Edward Shannon Jr., 2000년 7월 30일 ~ )는 전미 농구 협회(NBA) 소속 미네소타 팀버울브스의 미국 프로 농구 선수이다. 텍사스 테크 레드 레이더스와 일리노이 파이팅 일리니(Illinois Fighting Illini)에서 대학 농구를 했다.

## 어린 시절
섀넌은 트레네트 레딩과 테런스 섀넌 시니어 사이에서 태어났다. 어머니와 아버지는 그가 2살이었을 때 이별했다. 섀넌은 엄마를 통해 4명의 형제자매가 있고, 아빠를 통해 3명의 형제자매가 있다.

## 대학 경력

### 텍사스 테크(2019~2022)
- 2019-20: 신입생 시즌
- 2020-21: 2학년 시즌
- 2021–22: 주니어 시즌

### 일리노이주(2022~2024)
- 2022-23: 시니어 시즌
- 2023–24: 5년차 시즌

## 프로 경력
- 미네소나 팀버울브스 (2024년~현재)